# 尾羽龍屬
尾羽龍屬（意為「尾巴羽毛」）又名尾羽鳥，是一屬小型的獸腳亞目恐龍，約有孔雀大小，生活於下白堊紀的巴列姆階（約1億2460萬年前）。牠們的身上覆蓋著羽毛，整體外觀很像鳥類。
尾羽龍有兩個物種已被命名，分別是模式種的鄒氏尾羽龍（C. zoui）及董氏尾羽龍（C. dongi），前者發表於1998年，後者是於2000年發表的。尾羽龍化石首先是於1997年在中國東北遼寧省的義縣組中被發現。

## 生理結構

人類與尾羽龍的體型相比

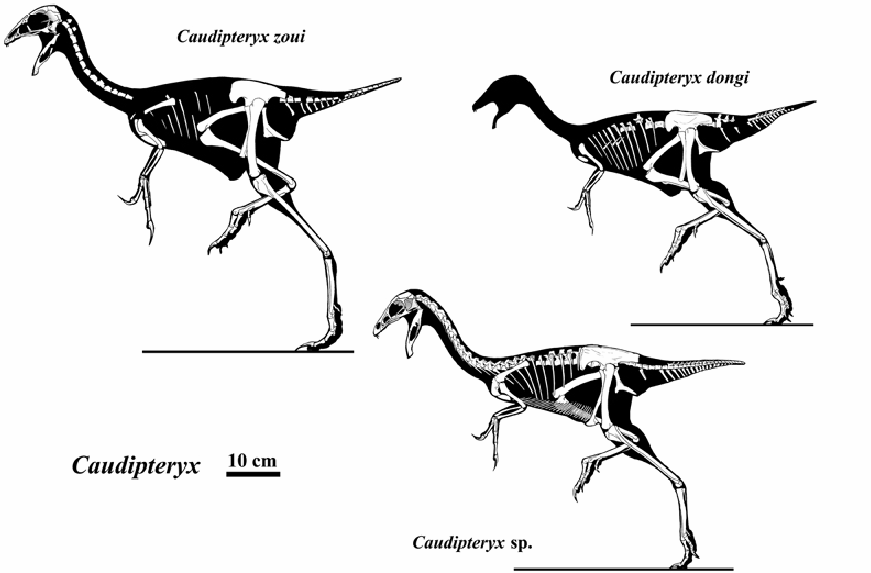
鄒氏尾羽龍（最初被發表的兩具標本）、董氏尾羽龍（正模標本）與一件可能屬於鄒氏尾羽龍之尾羽龍未定種個體（IVPP V12430）的骨骼重建圖

如同許多其他手盜龍類，尾羽龍具有爬行動物、鳥類的混合特徵。
尾羽龍有著短、方形的頭顱骨，口鼻部類似喙，在上頜前端只保存有少數銳利、長的牙齒。牠們擁有長後肢，身軀體結實，顯示牠們可能是快速的奔跑者。尾羽龍的身體覆蓋者構造簡單的短絨羽。在牠的尾巴及手部有對稱的正羽，上有羽枝與羽片，這些羽毛的長度為15到20公分。這些原始羽毛延者第二指排列，如同其他手盜龍類與鳥類的原始羽毛。尾羽龍的化石沒有保存者附著於前肢的次要飛羽，這點與馳龍科、始祖鳥、以及現代鳥類不同。有可能是尾羽龍在生前時，手臂已沒有羽毛，或者原本有，但沒有保存於化石之中。由於羽毛的短小及對稱，以及短手臂，可見尾羽龍是不能飛的。
尾羽龍被認為是種雜食性動物。在至少兩個標本中發現了胃石。在某些草食性恐龍、鳥翼類的會鳥、以及現代鳥類中，這些胃石位於沙囊的位置中。相反地，大部份獸腳亞目卻是肉食性的，牠們亦缺乏獸腳亞目普遍的鋸齒牙。
尾羽龍具有短尾巴，末端堅挺，尾椎數量少，如同鳥類與偷蛋龍下目。另外在短尾巴末端，有一叢羽毛。牠們的骨盆與肩膀原始，顱骨的許多處也有原始的特徵，例如：方軛骨、鱗骨、方骨、顴骨、下頜孔。尾羽龍的第三指縮短，類似原始鳥類與偷蛋龍科的雌駝龍。尾羽龍的肋骨有鉤突，牙齒類似鳥類，身體的整體比例相近於現代的無法飛行鳥類。
尾羽龍已知的化石都發現於中國遼寧省的尖山溝，屬於義縣組。在過去，尾羽龍似乎是該地區的常見動物。當地還生存著其他有羽毛恐龍，例如帝龍、中國鳥龍。

## 羽毛

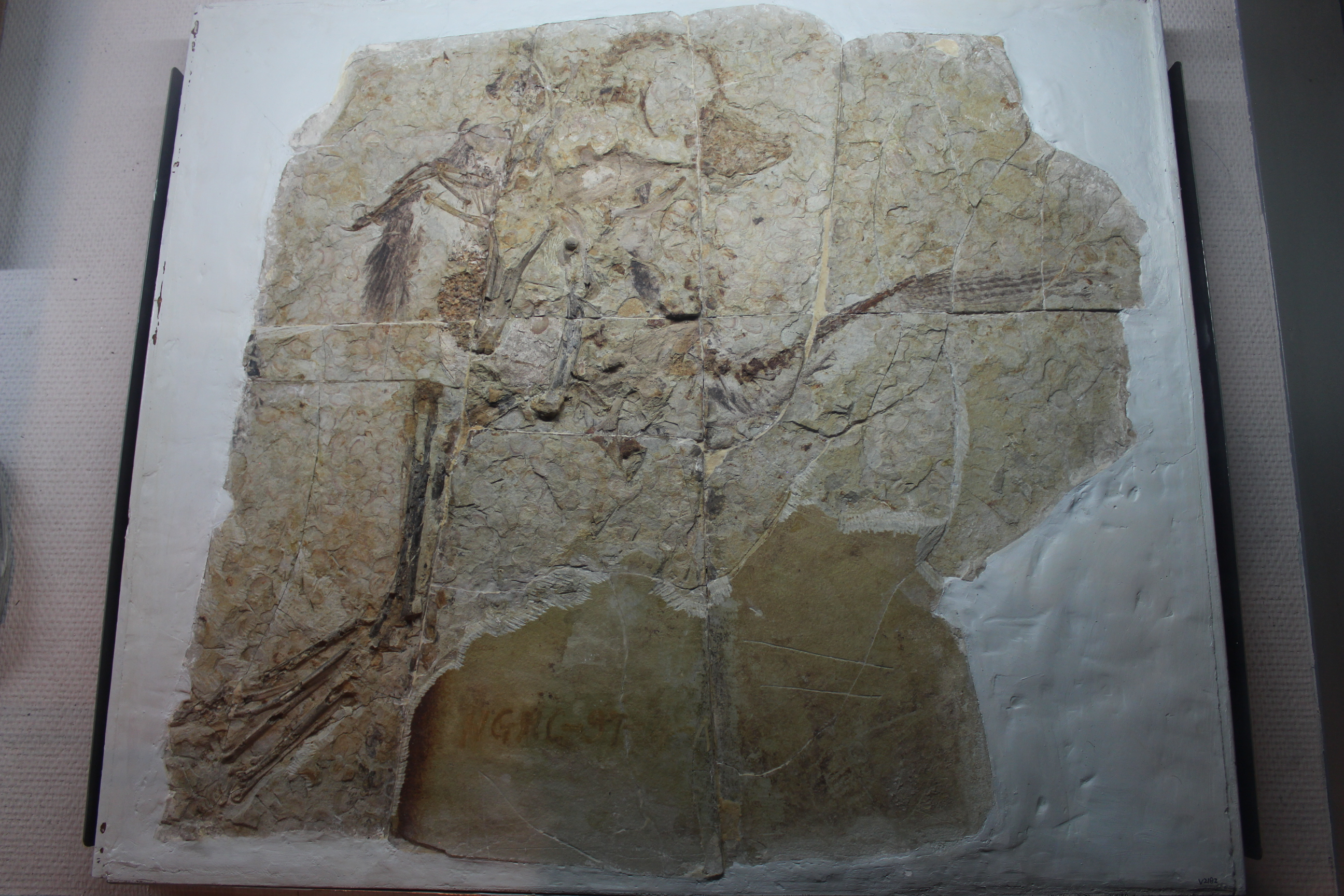
鄒氏尾羽龍的正模標本，在手臂與尾部末端留有羽毛印痕

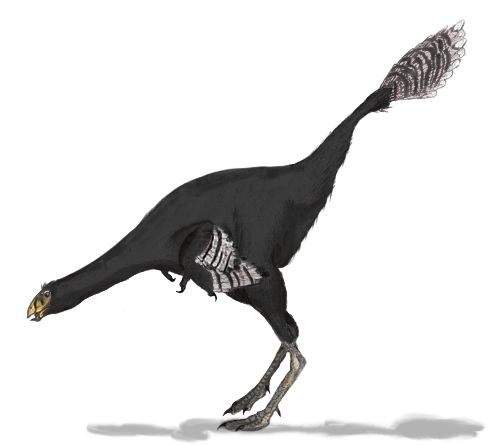
鄒氏尾羽龍的復原圖

尾羽龍的發現，產生許多鳥類與恐龍演化關係的研究與爭議。這些演化的爭議可歸納如下：尾羽龍屬於偷蛋龍下目、或是鳥類、或者兩者皆是。
因為尾羽龍明顯地具有正羽，類似現代鳥類，而且數個親緣分支分類法一致地將尾羽龍歸類於偷蛋龍科，所以尾羽龍在剛發現時，成為鳥類演化自恐龍最明確的證據。
俄亥俄大學的恐龍學家兼鳥類演化專家勞倫斯·威特默（Lawrence Witmer）指出：「在非鳥類獸腳亞目恐龍身上所發現的明確羽毛，造成宛如原子彈般的衝擊，使得鳥類與獸腳類恐龍演化關係的任何爭論顯得可笑。」
但是，並非所有科學家都認為尾羽龍是恐龍，有些科學家持續地提出反對意見。古生物學家艾倫·費多契亞（Alan Feduccia）反對鳥類與獸腳類恐龍之間有演化關係，他認為尾羽龍是種無法飛行的鳥類，而且跟恐龍沒有接近親緣關係。在2000年，T.D. Jones與其他人將尾羽龍的身體比例，與無法飛行的鳥類、獸腳亞目比較，他們指出尾羽龍的腳與不能飛卻適於行走的新鳥亞綱很相似，例如鴕鳥，因而做出尾羽龍是鳥類的結論。在2005年，G.J. Dyke與馬克·諾瑞爾（Mark Norell）批評了Jones等人研究在科學方法上有瑕疵，並提出完全相反的結論。
其他沒有正式加入爭論的研究人員，例如周忠和等人，則承認尾羽龍的分類傾向是有爭議的。

## 親緣位置
在親緣分支分類法中，尾羽龍一般都是與偷蛋龍科有親緣關係，位於偷蛋龍科中的原始位置。切齒龍是偷蛋龍科中唯一比尾羽龍原始的物種。
大部份的科學家認為尾羽龍是鳥類的恐龍祖先。但在2004年，Halszka Osmolska等人提出一個親緣分支分類法研究，做出不同的結論。他們根據偷蛋龍科的大部分類似鳥類特徵，而將偷蛋龍科置於鳥綱，使得尾羽龍既是偷蛋龍科，也是鳥類。在這個研究中，鳥類演化自更原始的獸腳類恐龍，而其中一支系變得無法飛行，重新演化出原始的特徵，成為偷蛋龍科。這個假設很有說服性，並為某些古生物學書籍所接受，例如麥可·波頓的《Vertebrate Paleontology》一書。
有學者認為，這些化石其實是一種從能飛行的祖先（可能是始祖鳥）演化而來的不能飛鳥類的化石。這種認為尾羽龍是後來成為不能飛的見解，亦受到一些認為鳥類是從恐龍演化的學者的支持。
其他科學家，例如史蒂芬·切爾卡斯（Stephen Czerkas）與賴瑞·馬丁（Larry Martin），則認為尾羽龍根本不是獸腳類恐龍。他們認為尾羽龍與其他手盜龍類都是無法飛行的鳥類，而鳥類其實是從非恐龍的主龍類演化而來。

## 外部連結
- Chinese Dinosaurs: Caudipteryx zoui
- From Dinosaurs to Birds: Caudipteryx